# Гней Корнелій Сципіон Гіспалл
Гней Корне́лій Сципіо́н Гіспа́лл (лат. Gnaeus Cornelius Scipio Hispallus; ? — 176 до н. е.) — політичний, державний та військовий діяч Римської республіки, консул 176 року до н. е.

## Життєпис
Походив з патриціанського роду Корнеліїв, його гілки Сципіонів. Син Гнея Корнелія Сципіона Кальва, консула 222 року до н. е.
У 199 році до н. е. Гнея Корнелія було обрано до колегії понтифіків. У 179 році до н. е. став претором. У 176 році до н. е. обрано консулом разом з Квінтом Петіллієм Спуріном. Проте того ж року раптово помер від інсульту у м. Куми.

## Родина
- Гней Корнелій Сципіон Гіспалл, претор 139 року до н. е.